# ألبرت ويسكر
ألبرت ويسكر (باليابانية: アルバート・ウェスカー) (بالإنجليزية: Albert Wesker) هو اسم شخصية خيالية في سلسلة ألعاب ريزدنت إيفل من إنتاج كابكوم. يقوم ويسكر في الجزء الأول بالدخول مع أعضاء فريق S.T.A.R.S في قصر على سفح من منطقة جبال أركلي ويقوم ويسكر بالاختفاء عن اعين جيل فالنتاين وباري بورتن وفي ذلك الوقت يعود ويسكر ويظهر في سلسلة Resident Evil - Code Veronica X ويحارب كريس ريدفيلد وكلير ريدفيلد شقيقة كريس ويظهر مرة أخرى في Resident Evil 5 ولكن هذه المرة بصحبة Jill Valantine حيث يقوم بالسيطرة عليها ويحولها كشخص يهاجم كريس ريدفيلد
ويسكر كان قائد فرقة S.T.A.R.S في بدايات السلسلة وكان جذاب المظهر ومن المميزات التي تميز ويسكر عن باقي أعضاء الفريق انه في جميع الاجزاء يكون مرتدياً النظارة الشمسية لكي يجعل من نفسه قائداً ولكن في نهاية الأمر يكون من قام بالتورط بتفشي الفايروس في Raccoon City
مؤخراً قامت شركة بيهيفيرانتراكتف بالتعاقد مع كابكوم لإضافة الشخصية في لعبة الرعب الشهيرة Dead By Daylight بعقد خاص غير معلن قدر بحوالي 2M $ للشركة ومشاركة أرباح مشترين الشخصية في اللعبة مع كابكوم .

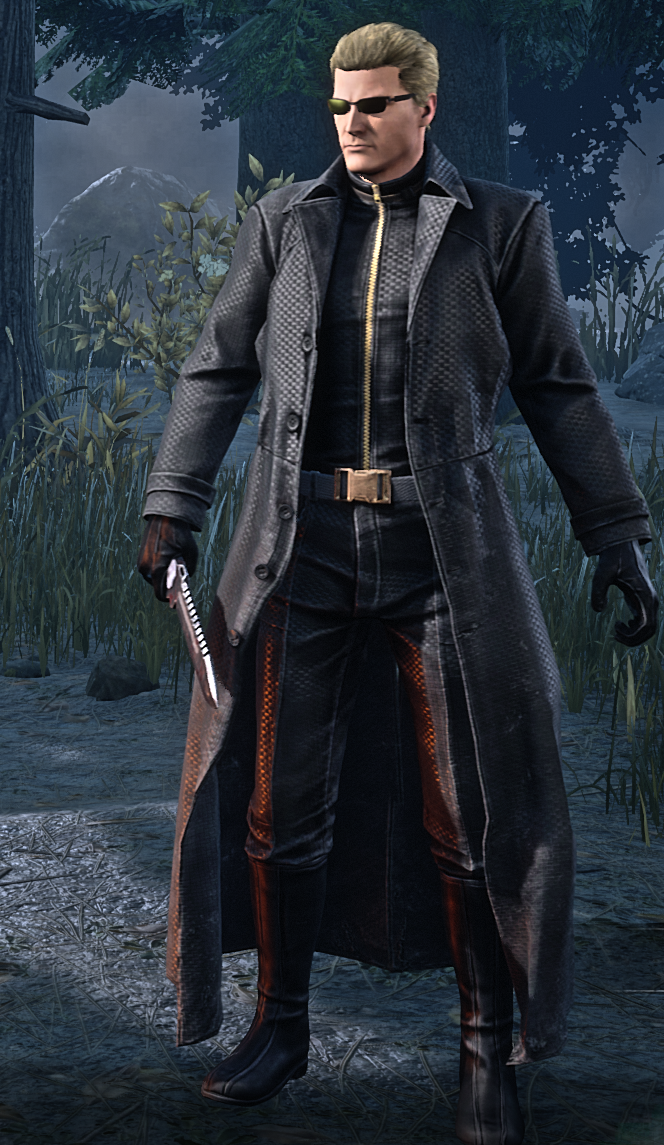
صورة الشخصية داخل لعبة ديدبايديلايت

## وصلات خارجية
- البيرت ويسكر بيانات الشخصية في لعبة DBD
- Albert Wesker - Capcom Database Wiki
- Albert Wesker - The Resident Evil Wiki
- IGN: Albert Wesker
- Albert Wesker at the قاعدة بيانات الأفلام على الإنترنت